# Hans Blix
Hans Martin Blix (født 28. juni 1928 i Uppsala, Sverige) er en svensk diplomat og tidligere udenrigsminister (1978-1979, valgt for Folkpartiet). Han er søn af kemikeren Gunnar Blix og sønnesøn af medicineren Magnus Blix.
Hans Blix var formand for Det Internationale Atomenergiagentur (IAEA) fra 1981-1997, hvor han blev afløst af Mohamed ElBaradei. Hans Blix har derudover også været leder af FN's våbeninspektører fra januar 2000 til juni 2003, hvor han blev afløst af Demetrius Perricos. I 2002 begyndte våbeninspektørerne under Blix' ledelse at gennemsøge Irak for masseødelæggelsesvåben.